# Вятърът ще ни понесе
Вятърът ще ни понесе (на персийски: باد ما را خواهد برد‎‎, Bād mā rā khāhad bord) е ирански филм от 1999 година на режисьора Аббас Киаростами. Заглавието на филма е вдъхновено от стих на иранската поетеса Форуг Фарохзад.
Филмът получава множество положителни отзиви от критиката и се състезава за Златен лъв на филмовия фестивал във Венеция. На същия фестивал печели голямата награда на журито (Сребърен лъв), наградите FIPRESCI и CinemAvvenire.
Филмът е заснет изцяло с непрофесионални актьори, като главния герой в него е по професия електрически техник от Техеран.
Филмът е минималистичен, без кулминация и основните теми в него са живота и смъртта, сблъсъкът между глобалното и местното и модерното и традиционното.

## Сюжет
Бехзад, Али, Кеван и Джахан са журналисти, които пристигат в малко кюрдско село с цел да документират погребалните ритуали на местните жители. За целта те се представят за инженери и в продължение на няколко седмици очакват смъртта на възрастна местна жителка за да заснемат церемонията по погребението и. От групата журналисти единствено Бехзад се появява на екрана, като той е и главния герой на филма.